# Новородниковка
 Новородниковка  — село в Новосергиевском районе Оренбургской области. Входит в состав Лапазского сельсовета.

## География
Находится на расстоянии примерно 26 километров по прямой на юго-запад от районного центра поселка Новосергиевка.

## История
Основано до Октябрьской революции как хутор Бунягино, названо по фамилии основателя. Переименован после Гражданской войны.

## Население
Население составляло 162 человека в 2002 году (71% русские), 130 по переписи 2010 года.